# Електронний модуль
Електро́нний мо́дуль, Мікромодуль в радіоелектроніці — мініатюрний модуль з ущільненою упаковкою радіодеталей. Мікромодулі застосовувались як функціональні вузли головним чином в авіаційній, ракетній і космічній малогабаритній електронній апаратурі з підвищеною надійністю. Розрізняють етажерки, плоскі, пігулкові і циліндрові М. Етажерочні М. набирають з мікроелементів (резисторів, конденсаторів, напівпровідникових діодів, транзисторів і ін.), виконаних у формі тонких пластин, розміром 9,6´9,6 мм, в стовпчик висотою 5—25 мм і потім заливають герметизуючим полімерним компаундом. Плоский М. збирають з мікроелементів, що встановлюються на поверхнях друкованої плати; плату з мікроелементами поміщають в металевий кожух і герметизують. У М. пігулок циліндрові мікроелементи діаметром 0,5—6 мм і товщиною ~ 2 мм встановлені в отворах друкарської плати. Циліндровий М. збирають з мікроелементів однакового діаметра (8—10 мм). На відміну від модулів, М. мають високий коефіцієнт упаковки (5—30 мікроелементів в 1 см3) і на порядок вищу надійність.